# 中国民主建国会浙江省委员会
中国民主建国会浙江省委员会，简称民建浙江省委、浙江民建，是中国民主建国会在浙江省的地方组织。